# David Miller (Politiker)

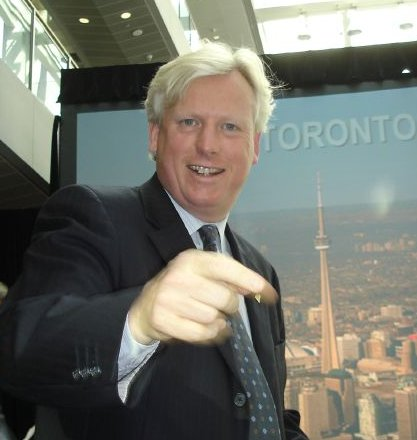
David Miller

David Raymond Miller (* 26. Dezember 1958 in San Francisco) ist ein kanadischer Rechtsanwalt, Politiker und war von 1. Dezember 2003 bis zum 1. Dezember 2010 der 63. Bürgermeister von Toronto. Miller gehörte von 1985 bis 2007 der Neuen Demokratischen Partei an; seither ist er parteilos. Seit 2013 ist er Präsident und geschäftsführender Vorstand der kanadischen Sektion des WWF.

## Berufliche Laufbahn
Der in den Vereinigten Staaten geborene Miller ist Sohn des Amerikaners Joe Miller und der Engländerin Joan Miller. 1981 ist die Familie nach Toronto gezogen. Aus diesem Grund hat Miller neben der kanadischen Staatsbürgerschaft auch die Großbritanniens und der Vereinigten Staaten.
David Miller ging in Lakefield (Ontario) zur Schule und studierte anschließend an der Harvard University Wirtschaftswissenschaften, wo er 1981 die Promotion ablegte. Daran schloss er ein Jurastudium an der University of Toronto an, welches er 1984 mit dem Bachelor of Laws absolvierte. Nach dem Studium arbeitete er für die Torontoer Kanzlei Aird & Berlis LLP als Rechtsanwalt, wo er sich auf Arbeitsrecht, Zuwanderungsgesetze und Rechte von Aktionären spezialisierte. 1985 vertrat er die Bewohner der Toronto Islands in einem Schiedsspruchverfahren. Dieses Ereignis bezeichnete Miller später selbst als den Beginn seines Interesse an Kommunalpolitik.

## Politische Laufbahn

### Als Stadtrat
David Miller trat 1985 der Neuen Demokratischen Partei (NDP) bei und kandidierte 1991 erstmals für das politische Amt des Stadtrates im Metropolitan Toronto. Damals verlor er gegen den Amtsinhaber Derwyn Shea. Anschließend wurde er der NDP-Kandidat für die Unterhauswahlen 1993, bei der er den vierten Platz belegte. 1994 trat er erneut für die Wahlen zum Torontoer Stadtrat an und konnte für den Wahlbezirk Parkdale-High Park ein Mandat erringen. In seinem Amt war er Mitglied der Ausschüsse, die für das öffentliche Nahverkehrssystem und den Anti-Rassismus zuständig waren. 1996 trat er zur Wahl der Legislativversammlung von Ontario an und unterlag dem liberalen Politiker Gerard Kennedy. Auch nach der Umbildung der Stadt im Jahr 1997 wurde er erneut zum Stadtrat gewählt. Auch in dieser Phase war er für die Belange des öffentlichen Nahverkehrssystems zuständig. In seiner Amtszeit setzte er sich außerdem für die Einrichtung von Parklandschaften entlang des Ufers (waterfront) ein. Er lehnte Pläne für den Bau von Wohnanlagen am High Park ab und setzte sich stattdessen für die Errichtung von günstigem Wohnraum ein.
Miller gilt generell als starker Befürworter des öffentlichen Nahverkehrssystems und setzt sich für die Belange von sozial schwächeren ein.

### Als Bürgermeister
Millers Pläne, für das Bürgermeisteramt zu kandidieren, waren der Stadtregierung bereits im Jahr 2002 bekannt. Seine offizielle Kandidatur gab er im Januar 2003 bekannt. Seine Kampagne legte er erfolgreich auf eine breite Unterstützung über viele politische Lager hinweg an. Er nutzte in der Zeit des Wahlkampfes einen Besen metaphorisch, um zu signalisieren, dass er die Stadt säubern wolle. Während einer Phase des Wahlkampfes schlug er vor, die für die Stadtautobahnen Don Valley Parkway und Gardiner Expressway Maut zu erheben. Allerdings verwarf er diese Vorschläge, nachdem breite Kritik anderer Mitbewerber laut wurde, die ihn als „Autobahnräuber“ bezeichneten. Er wurde in seiner ersten Wahl 2003 mit 43,26 % der Stimmen zum Bürgermeister Torontos gewählt. Damit setzte er sich vor seinen konservativen Mitbewerber John Tory durch, der auf 38,03 % der Stimmen kam sowie auch vor die ehemalige Bürgermeisterin Barbara Hall, die nur 9,21 % der Stimmen auf sich vereinen konnte. Sein Amtsvorgänger David Crombie stellte sich nicht der Wahl. 2006 wurde er mit 56,97 % in seinem Amt bestätigt und bezwang damit seine Mitbewerberin Jane Pitfield, die 32,32 % erhielt. Als seine Parteimitgliedschaft 2007 erlosch verlängerte er sie mit dem Hinweis nicht, dass er nicht als voreingenommen gelten wolle und blieb bisher parteilos.

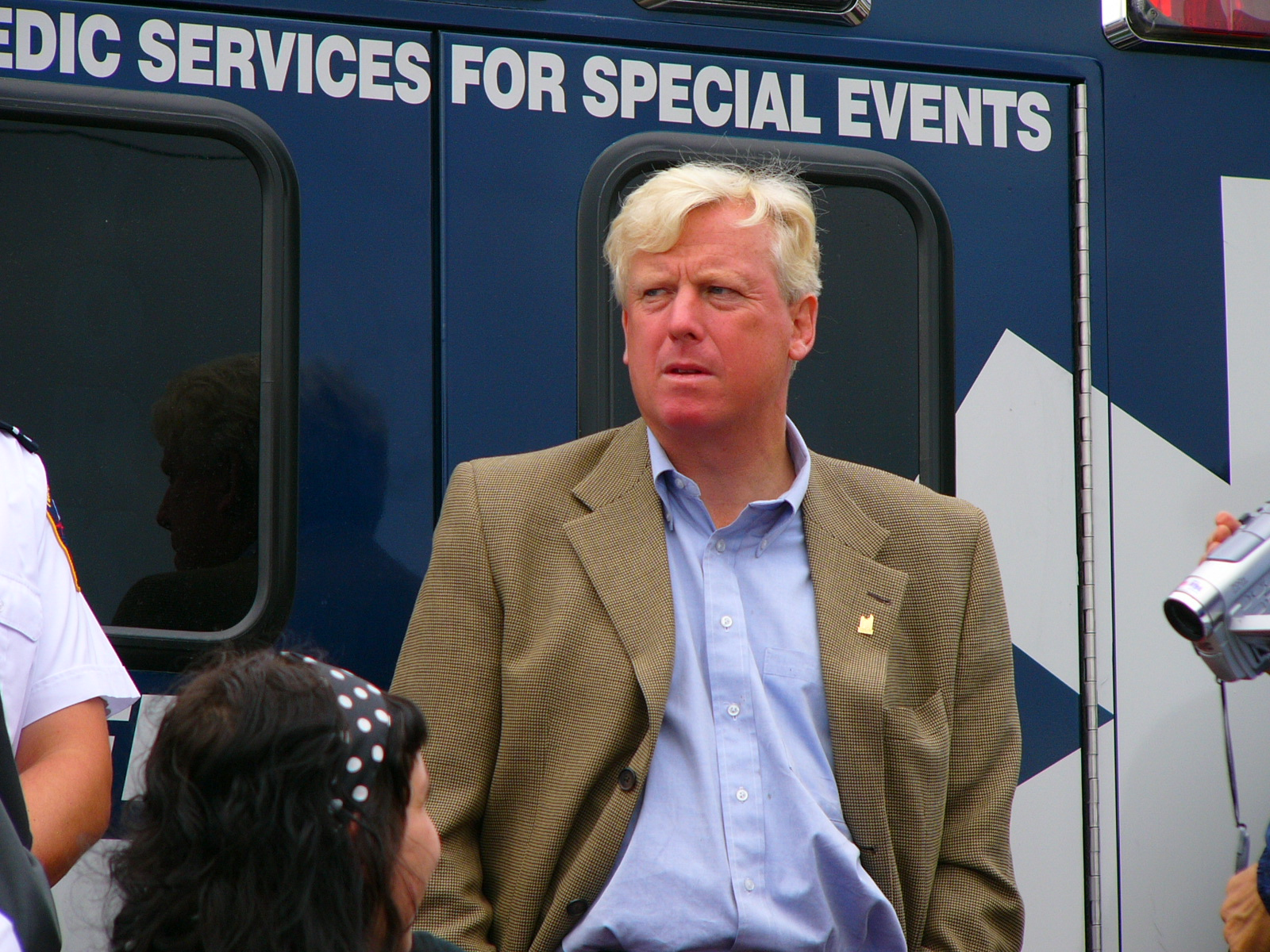
David Miller am Labour Day 2006

Während seiner ersten Amtszeit machte sich Miller für den Bau einer Brücke zum Flughafen Toronto-City stark, konnte sich damit allerdings nicht durchsetzen. Im Jahr 2006 wurde stattdessen eine dauerhafte Pendelfähre zwischen dem Festland und dem City Centre Airport eingerichtet. Damit wurden Kurzstreckenflüge, die von diesem zentral in der Stadt gelegenen Flughafen angeboten werden, attraktiver. Es gab auch Erwägungen, den ebenfalls in der Innenstadt gelegenen Flughafen Downsview, welcher der Firma Bombardier Aerospace als Testflughafen dient, auszubauen. Miller argumentierte dagegen, indem er zu bedenken gab, dass sich die Stadt zwischen einer industriellen oder einer wiederbelebten Waterfront entscheiden müsse. Die Befürworter der Erweiterungen sahen diese Gegenüberstellung als falsch an und argumentierten, dass eine Erweiterung des Flughafens eine Wiederbelebung erwirken könnte. Die Bevölkerung teilte allerdings die Einschätzung der Befürworter für die Erweiterung nicht.
Im April 2005 forderte Miller den Stadtrat auf, Vorschläge zu erarbeiten, um die Stadt als Austragungsort der Weltausstellung im Jahr 2015 vorzubereiten. Im Mai 2006 wurde der Vorschlag zwar vom Stadtrat angenommen, scheiterte aber auf der Bundes- und Provinzebene wegen ausbleibender Zugeständnisse. Stadtrat Brian Ashton bezeichnete das Verhalten der Provinzregierung als blamabel.
Am 25. September 2009 gab Miller bekannt, sich bei den Bürgermeisterwahlen nicht zur Wiederwahl zu stellen.

## Privates
David Miller ist seit 1994 mit der Rechtsanwältin Jill Arthur verheiratet. Aus der Ehe gingen zwei Kinder hervor.